# Onthophagus abacus
Onthophagus abacus é uma espécie de insecto do género Onthophagus da família Scarabaeidae da ordem Coleoptera.

## História
Foi descrita cientificamente pela primeira vez no ano de 1921 por Boucomont.